# Anxiolytique
Les anxiolytiques () sont des médicaments utilisés contre l'anxiété. Différentes molécules et différentes substances naturelles ou artificielles ont des effets anxiolytiques.
Plusieurs catégories de médicaments, comme les  benzodiazépines, ou de substances psychotropes, comme le GHB et ses précurseurs, sont utilisées pour leurs effets anxiolytiques. Il existe différentes classes de molécules anxiolytiques (voir classement ATC des anxiolytiques) :

## Agonistes GABA
Les agonistes GABA sont les anxiolytiques les plus utilisés. Ils présentent un risque d'accoutumance et de mésusage à des fins de toxicomanie. Ils font l'objet d'un contrôle strict et sont délivrés uniquement sur ordonnance. Du fait de ces inconvénients, d'autres types de médication (antihistaminiques, antidépresseurs, neuroleptiques) sont souvent  prescrits par les psychiatres pour le traitement à long terme des troubles anxieux.
Les benzodiazépines sont la classe d'anxiolytiques agoniste GABA apparus sur le marché le plus récemment.

### Benzodiazépines
Les benzodiazépines sont des médicaments qui soulagent rapidement la tension anxieuse, physique et psychique ; mais cet effet est transitoire et s'accompagne de plusieurs inconvénients : somnolence parfois excessive (donc risque d'accident en voiture surtout), troubles de la mémoire, troubles de l'équilibre avec risque de chute chez les personnes âgées. À cela s'ajoutent un phénomène d'accoutumance qui oblige à augmenter la posologie pour conserver le même effet, de dépendance et un syndrome de sevrage. Pour ces raisons, les benzodiazépines ne devraient être prises que pour des durées brèves (quelques semaines au maximum) et arrêtées très progressivement avec un accompagnement médical.
Une anxiété durable ne peut pas être traitée correctement par des benzodiazépines (qui n'ont pas d'effet « de fond » sur les pathologies anxieuses ou dépressives). Dans ce cas, il est préférable de chercher une autre voie thérapeutique, notamment en approfondissant et en précisant le diagnostic pour identifier les causes de l'anxiété, qui peuvent être un désordre physiologique ou hormonal, la conséquence du mode de vie, une toxicomanie, etc. La prise en charge peut ensuite prendre la forme d'une psychothérapie (par exemple, une thérapie cognitivo-comportementale), d'apprentissage de techniques de relaxation, traitement par antidépresseurs, etc.

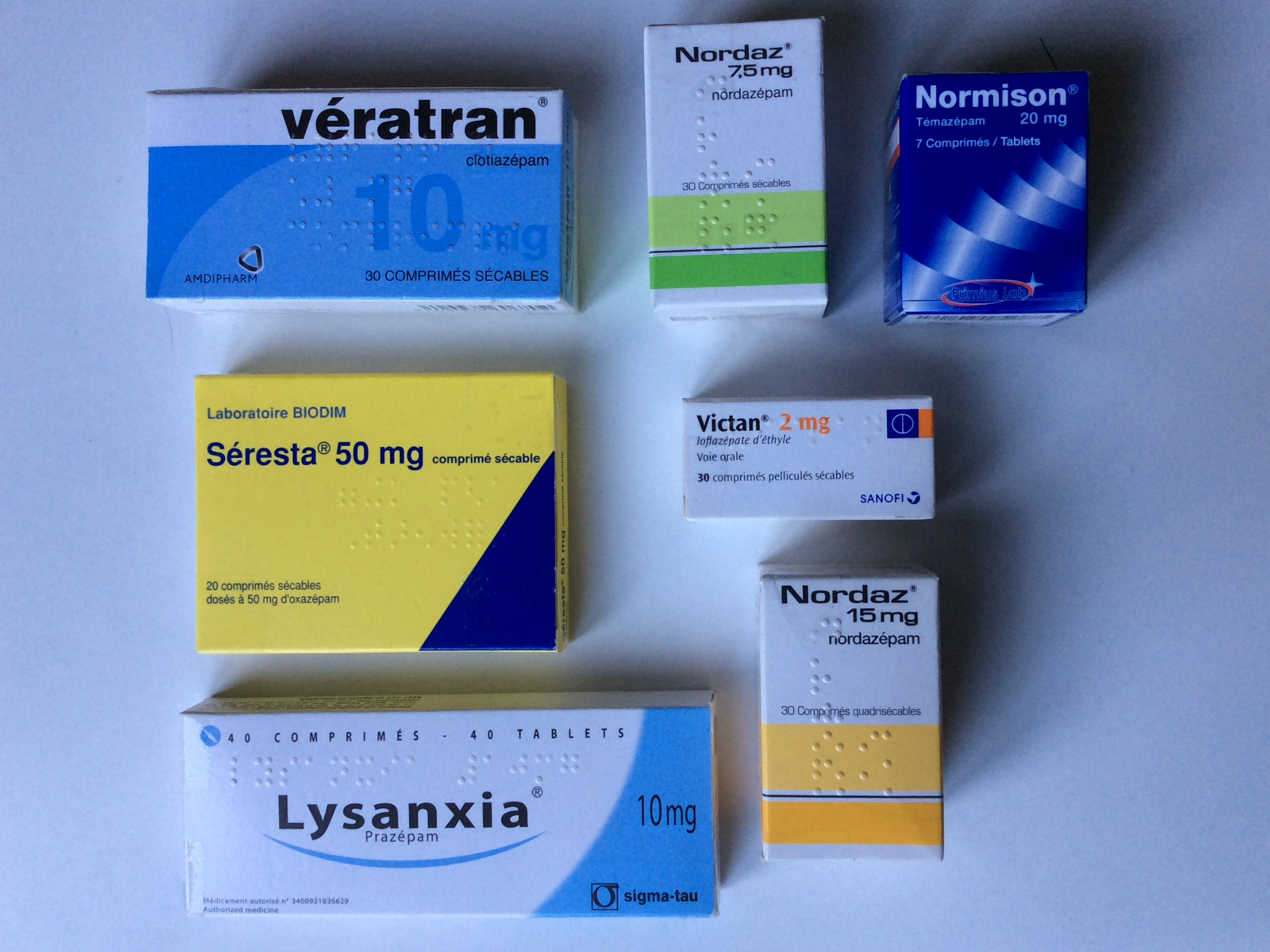
Boites de benzodiazépines.
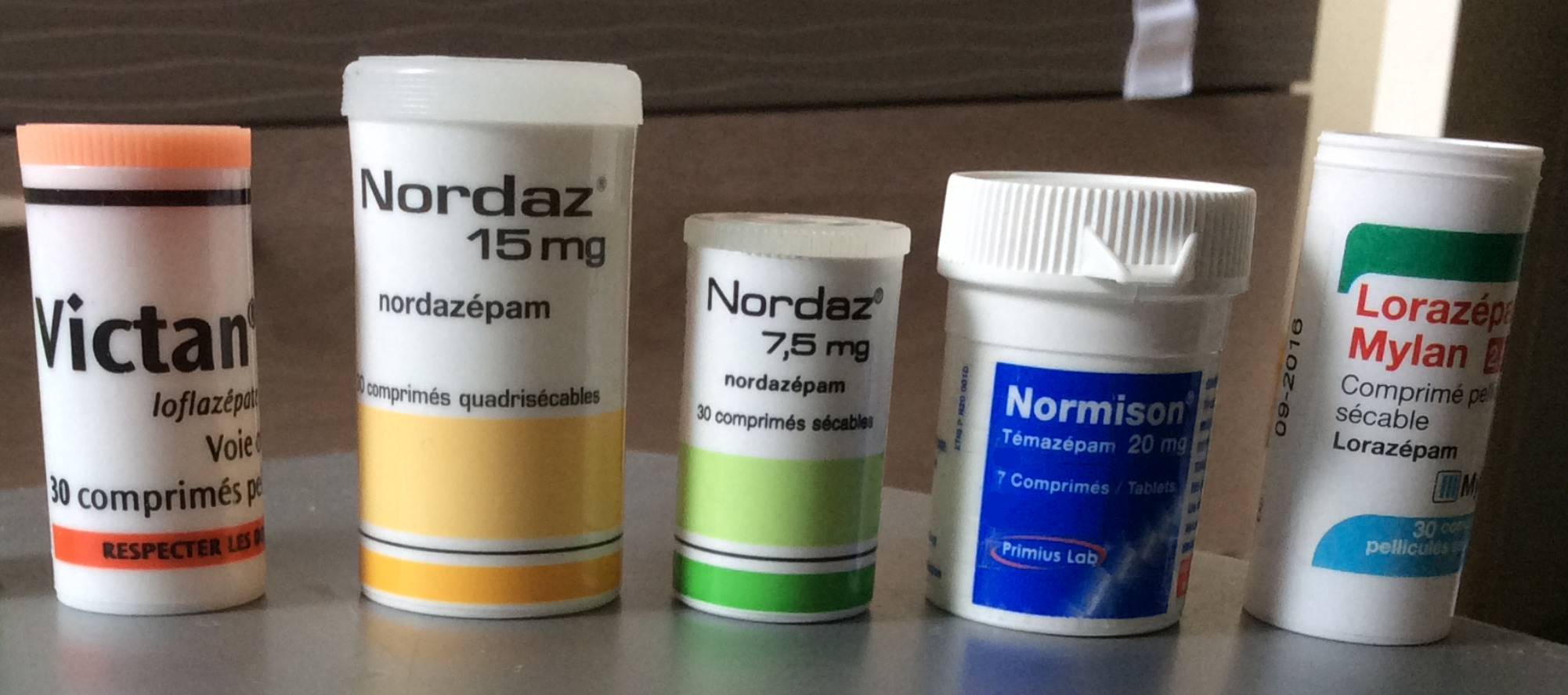
Autres boites.

### Non-benzodiazépines (Z-médicaments)
Les non-benzodiazépines sont une classe de médicaments dont la structure moléculaire est totalement différente des benzodiazépines mais dont des effets sont similaires à ces dernières. Autrement dit, la pharmacodynamique des non-benzodiazépines est pratiquement la même que celle des benzodiazépines (elles ont donc également les mêmes effets indésirables).
Les non-benzodiazépines ont été conçues pour traiter l'anxiété et l'insomnie. Parmi cette classe de médicament, on peut notamment citer l'étifoxine et la buspirone, qui sont des anxiolytiques.

### Barbituriques
Tous les barbituriques sont dérivés de l'acide barbiturique et de ses homologues (acide thiobarbiturique, acide iminobarbiturique). Ils sont de nos jours beaucoup moins souvent prescrits, en raison de leurs effets indésirables et du risque élevé d'accoutumance et d'usage détourné. En effet, lorsqu'ils sont surdosés, ces médicaments ont un effet très proche de celui de l'intoxication alcoolique (ivresse). Les principaux symptômes sont une perte de la coordination motrice, un discours incohérent, des troubles du jugement. 
Avec l'apparition des benzodiazépines, l'usage des barbituriques à des fins anxiolytiques est devenu obsolète. Leur utilisation est désormais limitée à quelques produits anticonvulsivants, comme inducteurs de l'anesthésie générale et comme anesthésiant en milieu vétérinaire.

### Carbamates (méprobamate)
Ce type de médicament n'est plus utilisé depuis la mise sur le marché des benzodiazépines. Le méprobamate n'est plus autorisé en France depuis 2012.

## Antihistaminiques
L'hydroxyzine (Atarax) est un antihistaminique approuvé dès 1956 par la Food and Drugs Administration. À côté de ses propriétés dans le traitement des allergies, l'hydroxyzine a également des propriétés anxiolytiques reconnues pour le traitement de l'anxiété et de la tension. Ses propriétés sédatives sont utiles comme prémédication avant une anesthésie ou pour induire le sommeil après une anesthésie. Il a été démontré que l'hydroxyzine est aussi efficace que les benzodiazépines pour traiter le trouble anxieux généralisée (TAG) tout en produisant moins d'effets secondaires, notamment une absence d'effet d'accoutumance.

## Antidépresseurs
Les antidépresseurs utilisés comme dans les traitements de l'anxiété (dans le trouble anxieux généralisé, les TOC ou certaines phobies).
Les antidépresseurs n'ont pas tous l'Autorisation de mise sur le marché (AMM) dans le traitement de l'anxiété, néanmoins la paroxétine (Deroxat) est un antidépresseur ISRS qui possède une AMM pour les troubles anxieux généralisés, le traitement des TOC.
Son efficacité dans ces troubles a été démontrée par la prise journalière de 20 à 60 mg durant au moins 3 mois.
Les effets apparaissent au bout de 2 à 3 semaines.

## Neuroleptiques
Les neuroleptiques à faible dose sont parfois utilisés dans cette indication. Il a été en effet démontré que des antagonistes de la dopamine, ou de la sérotonine possèdent d'importantes propriétés anxiolytiques.
Certains neuroleptiques dits sédatifs peuvent être utilisés dans un but anxiolytique en cas d’échec des traitements de première intention ou en cas de risque de dépendance (les neuroleptiques n’en entraînant pas). Parmi les différents neuroleptiques sur le marché, on retrouve notamment la cyamémazine (Tercian), la lévomépromazine (Nozinan) et la chlorpromazine (Largactil).
Ces molécules sont utilisées dans le traitement anxiolytique à des doses moins élevées que lorsqu’elles sont utilisées pour leur effet antipsychotique.

## Anxiolytiques et Covid-19
Un rapport d'EPI-PHARE du 25 avril 2021 montre que la crise sanitaire engendrée par le virus de la COVID-19 a provoqué une augmentation des prescriptions d'antidépresseurs, antipsychotiques, anxiolytiques et hypnotiques. Cette tendance à l'augmentation s'est accentuée en 2021, notamment s'agissant des antidépresseurs. On note des hausses de prescriptions des médicaments des troubles mentaux allant de 5 à 13 % en moyenne depuis le premier confinement en fonction de leur classe. Ainsi, entre mars 2020 et avril 2021, le rapport relate une augmentation de 3,4 millions de délivrances d'anxiolytiques en France par rapport à l'attendu. Ce rapport marque, par des tableaux de valeurs, l'impact des deux confinements et de la troisième période de mesures de restrictions de libertés en France sur ces hausses de délivrances médicamenteuses.
Le 27 mai 2021, le journal Le Monde publie un article fondé sur le rapport d'EPI-PHARE soulignant la dégradation de l'état mental des Français depuis mars 2020.

## Autres
Il existe des anxiolytiques de familles diverses comme les  bêta-bloquants (notamment le propranolol), dérivés de la  vitamine b6 (Emoxypine).
On trouve également le fabomotizole (Afobazole), un anxiolytique russe mais pour l'instant indisponible en France. Il agit en bloquant l'action des récepteurs mélatoninergiques.